# Hoplitis loboclypeata
Hoplitis loboclypeata là một loài Hymenoptera trong họ Megachilidae. Loài này được Wu mô tả khoa học năm 1990.